# Trädgårdstvärgränd

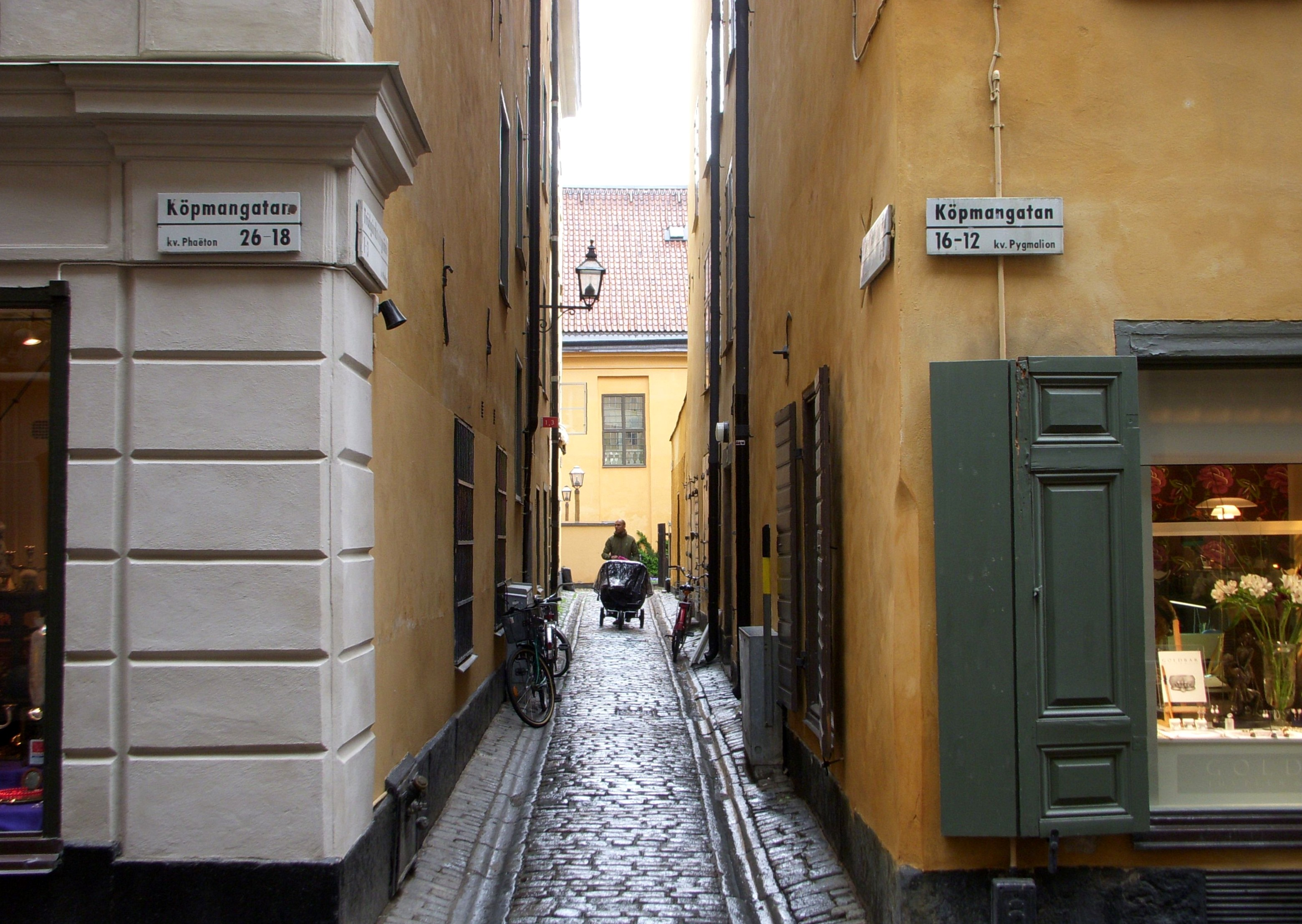
Trädgårdstvärgränd, vy från Köpmangatan mot Trädgårdsgatan, 2009.

Trädgårdstvärsgränd är en gata i Gamla stan i Stockholm, som sträcker mellan kvarteren Phaëton och Pygmalion från Köpmangatan mot norr till Trädgårdsgatan,
Trädgårdstvärgränd anlades liksom Trädgårdsgatan redan på 1400-talet. Söder om Trädgårdsgatan uppstod kvarteren Phaeton och Pygmalion och mellan dessa anlades Trädgårdstvärgränd som en förbindelse med Köpmangatan. I slutet av 1400-talet kallas denna gränd Swen helsingx grendh (1488) efter rådmannen Sven Helsing som hade sin gård där. På en karta från 1689 kallas gränden endast Twärgränden. På 1700-talet blir namnet Trädgårdstvärgränd etablerat.